# Dia del judaisme
El dia del judaisme és una jornada de reflexió sobre les relacions entre el cristianisme i el judaisme que se celebra anualment el 17 de gener per l'Església Catòlica italiana des del 1990. Inicialment, la celebració tenia lloc a Milà, però el 1997 el grup interreligiós Teshuva presentà la idea a la 2a Assemblea Ecumènica Europea i la difongué entre les diverses esglésies del continent. Des del 2001, la Conferència Episcopal Italiana compta amb la col·laboració de la comunitat jueva italiana per promoure-la, i el 2005 ambdues parts assumiren un programa de 10 anys de durada per reflexionar sobre els deu manaments.
El gener del 2009 l'assemblea de rabins italians anuncià un boicot al dia del judaisme per discrepàncies amb la manera com la litúrgia catòlica ha integrat modernament la «pregària pels jueus» en el context de les pregàries del Divendres Sant. Tanmateix, els bisbes catòlics italians van ignorar el boicot dels rabins i van seguir endavant amb la jornada, fins que el setembre, en una trobada organitzada pel cardenal Angelo Bagnasco, arquebisbe de Gènova, i el rabí Riccardo Di Segni, cap dels rabins de Roma, s'assolí un acord per recuperar la participació dels jueus. Finalment, per l'octubre del 2009, el Papa Benet XVI anuncià que ell celebraria el pròxim dia del judaisme, el 2010, fent una visita a la Gran Sinagoga de Roma, tal com havia fet abans el Papa Joan Pau II durant el seu pontificat.